# 어바우드
어바우드(영어: Avowed)는 옵시디언 엔터테인먼트가 개발하고 엑스박스 게임 스튜디오가 배급한 액션 롤플레잉 게임이다. 이 게임은 필라스 오브 이터니티와 같은 세계관인 에오라를 배경으로 한다. 2025년 2월 18일 Windows 및 Xbox Series X/S용으로 출시되었다.

## 게임플레이
어바우드는 1인칭과 3인칭으로 플레이할 수 있는 액션 롤플레잉 게임이다. 플레이어는 마법, 근접 무기, 총기를 사용하여 적을 물리칠 수 있다. 적을 얼리거나 묶는 것과 같은 다양한 주문을 물리 공격과 결합할 수 있다. 예를 들어, 적을 얼리면 치명적인 근접 공격을 가할 수 있다. 플레이어는 권총이나 지팡이를 양손에 들거나, 양손 도끼를 휘두르거나, 검이나 총을 방패와 함께 사용하는 등 여러 전투 설정을 빠르게 전환할 수 있다. 이 게임은 새로운 능력을 잠금 해제하기 위한 여러 스킬 트리와 개별 무기 업그레이드를 지원한다. 완전히 오픈 월드 게임은 아니지만, 어바우드에는 탐험할 수 있는 여러 개의 넓은 지역이 포함되어 있다.
플레이어가 세계를 탐험하면서 다양한 NPC와 상호작용한다. 아우터 월드와 마찬가지로 대화 선택을 통해 플레이어는 캐릭터의 어조를 형성하고 동료와의 관계에 영향을 미칠 수 있지만, 로맨스는 불가능하다. 게임 전반에 걸쳐 내린 결정은 스토리라인과 동료가 전투 및 퀘스트에 어떻게 도움을 주는지에 영향을 미친다.

## 줄거리
어바우드는 에오라 세계의 다양한 지역인 리빙 랜드를 배경으로 한다. 리빙 랜드는 울창한 숲과 건조한 사막부터 광활한 동굴과 계곡에 이르는 다양한 환경을 특징으로 한다. 플레이어는 아에디르 제국의 특사 역할을 맡아 "드림 스컬지"라는 신비한 역병을 조사하는 임무를 수행한다. 특사는 아에디르 제국 대표와 섬의 원주민이 충돌하는 항구 도시 파라디스에 도착한다. 특사는 반군 집단, 제국, 그리고 리빙 랜드에 만연한 혼돈을 제거하려는 무장 종교 단체인 스틸 가로테 사이를 중재한다. 특사는 파라디스 반군에 의해 살해되고 죽음 속에서 신비한 신을 만나는데, 그 신은 드림 스컬지를 파괴하는 대가로 특사를 부활시킨다. 부활 후 특사는 파라디스에서 권력을 놓고 경쟁하는 파벌 중 하나를 돕거나, 드림 스컬지의 근원을 찾기 위해 살인에 대한 복수를 결정할 수 있다.
다음으로, 특사는 논란의 여지가 있는 영혼 조작 마법인 애니맨시를 사용하여 리빙 랜드의 대부분의 식량을 생산하는 것으로 알려진 인근 지역 에메랄드 계단으로 이동한다. 이곳에서 특사는 리빙 랜드의 많은 지능적인 비인간 종족과 식민지 세력에게 "신 없는 자"로 알려진 잃어버린 문명의 첫 유적을 만난다. 특사는 신 없는 자들이 자신들을 에키다라고 불렀으며, 특사를 돕는 신비한 신과 드림 스컬지에 연결되어 있다는 것을 알게 된다. 그렇게 하면서 그들은 식민지 및 원주민 모두에게 엄격한 질서가 필요하다고 여기는 스틸 가로테와 충돌하며, 결국 에메랄드 계단에 있는 도시를 포위한다. 특사는 포위를 지지할지 또는 격퇴할지 결정하는데, 둘 다 도시의 대피로 이어진다.
포위는 드림 스컬지의 맹렬한 증가와 동시에 발생하므로, 특사는 에키다 조사를 계속하기 위해 사막 식민지 새터스카프으로 진행한다. 그곳에서 특사는 1세기 전에 이 지역을 식민지화한 주민들과 제국 및 스틸 가로테 군대 사이의 더 많은 충돌을 겪는다. 리빙 랜드의 많은 이질적인 문명은 수백 년 된 것이며, 어느 것도 에키다와 연결되어 있거나 그들의 역사를 이해하지 못하여 특사에게 도전 과제가 된다. 그들은 주요 에키다 유적을 조사하고 특사를 돕는 신비한 신이 사파달이라는 신이며, 치명적인 사건으로 대부분의 에키다가 사망한 후 세계와 리빙 랜드의 나머지 부분에서 격리되었다는 것을 발견한다. 사파달은 에오라의 다른 신들보다 훨씬 젊은 것으로 간주되며, 강렬한 감정을 표출하는 경향이 있다. 유적은 또한 드림 스컬지에 의해 생성된 괴물의 근원으로 밝혀져 인근 주민들을 억압하며, 특사는 고대 구조물을 파괴할지 아니면 유지하고 새터스카프 사람들을 희생할지 선택해야 한다.
특사가 마지막으로 만나는 문명은 리빙 랜드에서 가장 확고한 식민지인 파그루넨이라는 강인한 산악 드워프이다. 특사는 파그루넨 사이의 핵심적인 갈등을 중재하는데, 일부는 엄격한 고립을 계속하기를 원하고 일부는 다른 사람들에게 문을 열기를 원한다. 에키다 유적에 대한 추가 조사는 사파달의 변덕스러운 성격이 에키단 사람들을 죽인 많은 재앙의 원인이었으며, 리빙 랜드의 모든 에키다를 쓸어버린 재앙으로 절정에 달했다는 것을 밝힌다. 이러한 발견과 리빙 랜드의 정치적 혼란 증가는 사파달을 격분시켜 진동과 화산 폭발로 나타나 리빙 랜드의 새로운 주민들을 위협한다. 파그루넨의 고향의 운명을 결정한 후, 특사는 사파달을 찾아 지역 불안정과 함께 악화되고 있는 드림 스컬지를 끝내려 한다. 스틸 가로테의 수호신인 워디카는 플레이어에게 사파달을 파괴하라고 촉구하며, 그들의 성격이 많은 사람을 죽였고 계속 그럴 것이라고 주장한다. 플레이어는 사파달을 파괴하거나 해방시킬 수 있다. 결정 후, 플레이어는 리빙 랜드에서 벌어지는 내전에 참여하여 지역 문명, 스틸 가로테 또는 제국을 지원할지, 사파달의 신성한 도움을 받거나 받지 않고 선택한다.

## 개발
옵시디언 엔터테인먼트는 2018년에 온라인 멀티플레이어 게임으로 개발을 시작했다. 당시 옵시디언의 경영진은 회사를 매각할 준비를 하고 있었고, 데스티니 (비디오 게임)(2014년)와 엘더 스크롤 V: 스카이림(2011년)의 혼합으로 구상된 어바우드를 잠재적 구매자들에게 제안했으며, 마이크로소프트의 엑스박스 사업부가 2018년 11월에 스튜디오를 인수했다. 2020년 1월까지 스튜디오는 싱글 플레이어, 서사 중심 경험에 집중하기 위해 멀티플레이어 요소를 제거했으며, 아우터 월드: 고르곤의 위험의 감독인 캐리 파텔이 이를 관리했다. 옵시디언과 엑스박스 게임 스튜디오는 2020년 7월 쇼케이스에서 티저 예고편과 함께 어바우드를 발표했다.
이 게임의 공개는 80명의 개발팀에게 걱정거리가 되었다. 그들은 개발을 다시 시작하고 있었다. 파텔의 지휘 아래 두 가지 주요 개편이 이루어졌다: 필라스 오브 이터니티 프랜차이즈의 설정을 활용하고 오픈 월드 설정을 구역으로 대체하는 것이었다. 이 게임은 2023년에 다시 공개되었으며 2024년 출시가 예정되어 있었으나, 나중에 2025년 2월 18일로 연기되었다. 프리미엄 에디션은 2월 13일부터 조기 액세스를 제공하며 판매되었다.

## 평가
어바우드는 리뷰 애그리게이터 웹사이트 메타크리틱에 따르면 비평가들로부터 "대체로 호의적인" 평가를 받았으며, 오픈크리틱에 따르면 비평가들의 84%가 이 게임을 추천했다.